# 세남자 2009
《세남자 2009》는 대한민국의 tvN에서 제작·방영했었던 텔레비전 시트콤이다. 2000년 문화방송에서 방영한 세 친구의 후속작 격인 작품이다. 10년 전 대한민국의 선수라는 단어를 유행시키고 작업 바람을 몰고 왔던 그린 시트콤에 다룬다.

## 등장 인물
- 정웅인
- 윤다훈
- 박상면
- 황영희 - 출판사 편집장
- 우희진 - 상면의 아내 우희진
- 엄효섭 - 다훈의 골프장 사장
- 권진영 - 출판사 에디터
- 류상욱 - 상면의 처남 우희철
- 김정민 - 골프장 여코치
- 장세주 - 골프장 남코치
- 정한비 - 상면 골프웨어샵 여직원 정윤희
- 강부자 - 웅인 모 강 여사
- 김형일
- 김하균
- 이대연
- 안내상
- 한정국 - 골프장 사장 효섭의 고교 동창
- 김병춘
- 김학철
- 김응수
- 도지영 - 다훈의 아내 도미숙
- 김보성 - 도미숙의 사촌 오빠 도준섭
- 설수진
- 홍기훈
- 이정용
- 이혁재
- 권해효
- 이동건
- 정동남
- 김건호
- 권병길
- 정은찬
- 김수용
- 김인권
- 조형기
- 김동수
- 김뢰하
- 백윤식
- 이병준
- 최정원
- 서유정
- 정승호
- 정의갑
- 김지남
- 홍석천
- 정운택
- 하리수
- 이파니
- 클라라
- 김진근
- 김승환
- 신윤정
- 김민종
- 최종원
- 명로진
- 손민우
- 오대규
- 정재곤
- 정찬
- 이재룡
- 이성민
- 이화선
- 정은표
- 조성하
- 서이숙
- 안승훈
- 황석정
- 이현경
- 이제니
- 신동엽 ... TV 먹방 관련 쇼 호스트 역(카메오)
- 이휘재 ... TV 먹방 관련 쇼 호스트 역(카메오)
- 이혜정 ... TV 먹방 관련 객원 쇼 호스트 역(카메오)
- 양희경 ... TV 먹방 관련 객원 쇼 호스트 역(카메오)
- 김해숙 ... 고려 시골 김치 사장 김주안 역(카메오)
- 지석진 ... 서울 아리랑 식품 사장 지덕구 역(카메오)
- 지상렬 ... 서울 아리랑 식품 부사장 지호태 역(카메오)
- 이원승
- 이재포
- 오영실
- 유인촌
- 안문숙
- 안선영
- 최할리
- 윤주상
- 이영하
- 윤미라
- 성낙만
- 강은우
- 조승연
- 이진우
- 이종구
- 송재호
- 임동진
- 김병만
- 정종철
- 노우진
- 박휘순
- 오제형
- 박상원
- 정보석
- 최병학
- 김기현
- 변희봉
- 박종관
- 김진태
- 심양홍
- 양택조
- 전무송
- 주용만
- 주현
- 홍일권
- 추자현
- 채림
- 박노식
- 유태웅
- 김태진
- 판유걸
- 남창희
- 노형욱
- 노희지
- 박재훈
- 이찬호
- 박일
- 박철호
- 김현주
- 전유경
- 오태경 - 고교 시절 윤다훈 역
- 주한울 - 고교 시절 박상면 역
- 최상학 - 고교 시절 정웅인 역
- 노태엽 - 어린 시절 도준섭 역
- 정다빈 - 어린 시절 우희진 역
- 이수민 - 어린 시절 도미숙 역
- 천보근 - 어린 시절 우희철 역

## 방송 목록
- 1회 : (2009년 7월 18일)
- 2회 : (2009년 7월 25일)
- 3회 : (2009년 8월 1일)
- 4회 : (2009년 8월 8일)
- 5회 : (2009년 8월 15일)
- 6회 : (2009년 8월 22일)
- 7회 : 치명적 유혹 (2009년 8월 29일)
- 8회 : 그
- 9회 :
- 10회 :
- 11회 :
- 12회 :
- 13회 :
- 14회 : (2009년 10월 17일)
- 15회 : (2009년 10월 23일)
- 16회 : (2009년 10월 30일)

## 같이 보기
- 남자 셋 여자 셋
- LA아리랑
- 세 친구
- 연인들